# Мариенталь (Намибия)
Мариенталь (англ. Mariental,  африк. Mariental,  нем. Mariental) — город в Намибии.

## География и экономика
Город Мариенталь находится в центральной части южной Намибии, на реке Фиш, в 274 километрах юго-восточнее столицы страны Виндхука, на традиционной территории народа нама. Административный центр области Хардап, а также одноимённого с городом округа. Численность населения 15 500 человек (на 2010 год). Мариенталь был основан 24 декабря 1894 года немецкими лютеранскими миссионерами. В 1912 году через него прошла железная дорога, а в 1920 году Мариенталь получил статус города.
Климат в районе Мариенталя жаркий, засушливый. В 20 километрах севернее города находится построенная в 1963 году на реке Фиш плотина Хардап, образующая искусственное озеро площадью в 25 км². Вокруг озера расположена зона отдыха Хардап, приспособленная для занятий водными видами спорта. Севернее города находятся крупные страусиные фермы; в окрестностях Мариенталя также разводятся каракулевые овцы, выращиваются виноград, овощи и фрукты.
Мариенталь лежит на транснамибийской железной дороге, соединяющей Виндхук и Китмансхуп.
В 2006 году, в результате повреждения плотины, город подвергся сильному наводнению.

## Климат
| Показатель              | Янв. | Фев. | Март | Апр. | Май  | Июнь | Июль | Авг. | Сен. | Окт. | Нояб. | Дек. | Год   |
| ----------------------- | ---- | ---- | ---- | ---- | ---- | ---- | ---- | ---- | ---- | ---- | ----- | ---- | ----- |
| Средний максимум, °C    | 35,3 | 33,5 | 32,0 | 29,3 | 25,8 | 22,6 | 23,0 | 25,4 | 29,6 | 31,8 | 34,3  | 35,7 | 29,9  |
| Средняя температура, °C | 27,7 | 26,5 | 24,9 | 21,2 | 16,8 | 13,5 | 13,4 | 15,3 | 19,6 | 22,4 | 25,3  | 27,3 | 21,2  |
| Средний минимум, °C     | 20,1 | 19,6 | 17,8 | 13,1 | 7,8  | 4,3  | 3,9  | 5,1  | 9,6  | 13,0 | 16,4  | 18,9 | 12,5  |
| Норма осадков, мм       | 37,2 | 58,5 | 44,1 | 15,4 | 2,2  | 1,7  | 0,4  | 0,2  | 1,0  | 6,6  | 12,9  | 13,9 | 194,1 |
| Источник: ,             |      |      |      |      |      |      |      |      |      |      |       |      |       |

## Города-партнёры
- Виндхук
- Чжэнчжоу